# Francesco Ronci
Francesco Ronci, né en 1223 à Albi, en Calabre, Italie, et décédé après le 13 octobre 1294 à Sulmona (Italie) est un moine célestin et cardinal italien du XIIIe siècle.

## Biographie
Francesco Ronci est l'un des premiers disciples de Pierre de Morone, le futur pape et saint Célestin V. Il l'accompagne en 1285 aux ermitages d'Orfente et Morrone. Il est prieur de l'abbaye de Santo Spirito a Majella et est le premier prieur général de la congrégation.
Pierre de Morone, devenue pape (Célestin V) en aout 1294, le crée cardinal lors du consistoire du 18 septembre 1294. Francesco Ronci ne participe pas au conclave de 1294 qui élira le successeur de Célestin V, démissionnaire (élection de Boniface VIII).